# Franko (priimek)
Franko je priimek v Sloveniji, ki ga je po podatkih Statističnega urada Republike Slovenije na dan 1. januarja 2010  uporabljalo 449 oseb in je med vsemi priimki po pogostosti uporabe uvrščen na 740. mesto.

## Znani slovenski nosilci priimka
- Alojzij Franko (1863—1921), odvetnik in politik
- Doloroza Franko (1898—1976), redovnica, nabožna pesnica in prevajalka
- Igor Franko (1900—1994), zobozdravnik v Italiji slov .rodu
- Ivan Franko (1922—2009), partizan, polkovnik JLA, pravnik, zvezni sekretar, zvezni ustavni sodnik
- Janez Franko - Franko (1923—?), partizan, kočevski odposlanec
- Jure Franko (*1962), alpski smučar, producent
- Jošt Franko, fotograf
- Lučka (Lucija) Franko (por. Podlipnik) (*1983), športna plezalka
- Metka Franko (*1943), igralka
- Mladen Franko (*1958), kemik, univ. prof.
- Simona Vodopivec Franko (*1964), pevka zabavne glasbe
- Vanja Franko (*1944), slikar, grafik (slov. rodu v Italiji)
- Vida Franko (1933—1972), slikarka (Gorica)

## Znani tuji nosilci priimka
- Ivan Franko, ukrajinski pesnik
- Josip Franko, hrvaški politik